# Meridiano 96 W
O meridiano 96 W é um meridiano que, partindo do Polo Norte, atravessa o Oceano Ártico, América do Norte, Golfo do México, Oceano Pacífico, Oceano Antártico, Antártida e chega ao Polo Sul. Forma um círculo máximo com o Meridiano 84 E.
Começando no Polo Norte, o meridiano 96º Oeste tem os seguintes cruzamentos:
| País, território ou mar | Notas |
| ----------------------- | --- |
| Oceano Ártico           | |
| Canadá                  | Nunavut - Ilha de Axel Heiberg |
| Massey Sound            | |
| Canadá                  | Ilha Bjarnason e Ilha Amund Ringnes, Nunavut |
| Estreito de Hendriksen  | |
| Canadá                  | Ilha Cornwall, Nunavut |
| Canal de Belcher        | |
| Canadá                  | Ilha de Devon, Nunavut |
| Canal Queens            | |
| Canadá                  | Ilha Little Cornwallis e Ilha Cornwallis, Nunavut |
| Canal de Parry          | |
| Peel Sound              | Passa a oeste da Ilha Somerset, Nunavut, Canadá · Passa a leste da Ilha do Príncipe de Gales, Nunavut, Canadá                                              |
| Canadá                  | Península de Boothia (continental), Nunavut |
| Estreito de James Ross  | |
| Estreito de Wellington  | Passa a oeste da Ilha Matty, Nunavut, Canadá · Passa a leste das Ilhas Tennent, Nunavut, Canadá                                                            |
| Estreito de Rae         | |
| Canadá                  | Ilha do Rei Guilherme, Nunavut |
| Estreito de Simpson     | |
| Canadá                  | Istmo de McCrary (continental), Nunavut |
| Enseada de Chantrey     | |
| Canadá                  | Ilha Montreal, Nunavut |
| Enseada de Chantrey     | |
| Canadá                  | Nunavut - continental Manitoba |
| Estados Unidos          | Minnesota Iowa Nebraska - cerca de 4 km Iowa- cerca de 4 km Nebraska - passa em Omaha Kansas Oklahoma - passa em Tulsa Texas - continente e Ilha Galveston |
| Golfo do México         | |
| México                  | Veracruz Oaxaca |
| Oceano Pacífico         | |
| Oceano Antártico        | |
| Antártida               | Território não reclamado |